# Parornix altaica
Parornix altaica är en fjärilsart som beskrevs av Remigijus Noreika och Oleksiy Bidzilya 2006. Parornix altaica ingår i släktet Parornix och familjen styltmalar. Inga underarter finns listade i Catalogue of Life.